# Самардала
Самардалата (Nectaroscordum siculum bulgaricum) е тревисто растение от семейство Лукови. Изсушена и стрита се използва като подправка за: сандвичи, печени, пържени, варени картофи, ястия с ориз, яйца – пържени и варени, варени меса, пиле, печени гъби, за пресни краставици и домати. Желателно е да не минава термична обработка, защото променя специфичния си вкус.

## Разпространение и приготвяне
В България самардалата като подправка е най-разпространена в Старозагорска, Ямболска и Сливенска области, в цялата Източна Стара планина и особено в районите около Котел и Върбица, Странджа и района над Слънчев бряг. Расте на луковици, от които излизат по два и повече тънки стръка на дължина до 40 см. На външен вид прилича много на някои треви, но лесно се разпознава по трискатовото си стебло. Расте в планинските райони. Берат се само листата, без да се засяга кореновата система, с цел да се опази растението до следващия сезон.
Традиционното производството на самардала е много трудоемко и продължава около 1-2 месеца, в зависимост от температурата на околната среда и влажността на въздуха. 
Традиционната обработка на самардала включва счукване на свежи листа със ситно смляна сол в специално проектиран дървен съд, наречен „чутура“ (с обем около 3 литра), издялан от цяло дървено трупче. Дълго и заострено метално чукало – „черясло“ се е използвало за счукване на листата и смесването им със солта. Условията за сушене са определени като решаващи за качеството, тъй като слънчевата светлина причинява обезцветяване на продукта. Солената смес е хигроскопична, поради което сушенето може да отнеме повече от месец. 
Лакриматорният агент (Z)-бутантиал S-оксид е специфичен за вида и може да се използва за различаване от повечето видове Allium. Летливите вещества се считат за вредни за бебета и малки деца, както и за възрастни по време на сън, затова обработката трябва да се извършва извън жилищните помещения.
Най-популярен е следният метод на приготвянето ѝ като подправка:
- берат се младите стръкове, преди да започне зреенето на семената; набрани, те се смилат с машинка за кайма, като може 2 – 3 пъти да се прекарат през нея;
- получената в резултат зелена пихтия, която е силно ароматна, се смесва със ситна готварска сол – пропорцията е различна в зависимост колко солена се иска да бъде самардалата; след като се смеси е необходимо добре да се разбърка;
- сместа се разстила в плосък съд, например тава, и се поставя на сенчесто и добре проветриво място, където да съхне; разбърква се всеки ден по 2 – 3 пъти и така до пълното изсъхване, след което по желание може да се пресее през сито;
- съхранява се в добре затворени буркани, а най-добре в непрозрачни съдове.

С времето самардалата леко загубва първоначално яркозеления си цвят, но съхранението на тъмно забавя този процес. Въпреки избледняването, вкусът си остава абсолютно същият, специфичен и чудесен.
Тъй като зеленият цвят на продуктите традиционно се счита за значим, е регистрирана и недобросъвестната практика за добавяне на изкуствено зелено оцветена сол в търговските смеси с цел получаване на по-големи количества краен продукт с по-малко съдържание на растителни компоненти и за избягване на обезцветяването, което удължава срока на годност на продукта.

## Особености в българското име на подправката

### Вариации в назоваването
Самардалата е разпространена из източните и централните части на Балкана, в сенчести и влажни места. По-често се използва в източна България. Особено е популярна като подправка сред населението във Върбишко и Омуртажко, които я употребяват с името „пой“. Традиционно те я сушат без добавка на сол. Сместа е тъмнозелена до кафеникава.
В Западна, Югозападна и Южна България е позната като стрижак/стрижал/стрижалец/стрижалек/стришлик, а в различни райони на Източна и Югоизточна България – като самаришка/самадишка/самадийска трева и др. подобни названия.
В Северозападна България считат самардалата за разновидност на див лук или див чесън. В някои райони я наричат кучи лук (произношението е слято и звучи като кучилук с ударение на първата буква у).В централната част на Северна България самардалата също е известна като " полчец ".
Растението може да се отгледа в лехи от семена, които се образуват на върха на цветоносното стъбло.

### Допускани грешки с назоваване на подправката
В годините след началото на XXI век в българския език се наблюдава тенденцията по-слабо познатите подправки и билки да се наричат „чубрици“. Сходно на разпространеното използване на думата „мерудии“, за всички тревисти подправки. Въпреки че това не е коректно, в речевата практика е доста разпространено. Поради тази причина, тъй като „самардала“ е по-непопулярно име, в кулинарни предавания предлагащи „рецепти за ястия, приготвяни на живо“ допускат грешка, като назовават самардалата като „горска чубрица“, „дива чубрица“, „планинска чубрица“, което е сериозна грешка, защото подправката с това име, се отнася за действително съществуващо друго растение, което няма нищо общо нито по външен вид, нито по вкус и аромат с подправка самардала.
Друга честа грешка е самардалата да се нарича „циганска мерудия“ или „циганска чубрица“, защото това е фолклорен израз, с който се назовава друго популярно растение в българската кухня – „Целината“ (Кервиз, Керевиз), като тази фолклорна употреба е свързана с асоцииране на името с подправката (листата от целина), а не с корените от целина, които се ползват като зеленчук.